# Enver Hoxha
Enver Hoxha (phát âmⓘ En-ve Hô-gia 16 tháng 10 năm 1908 - 11 tháng 4 năm 1985) là nhà lãnh đạo của Albania từ năm 1944 cho đến khi qua đời vào năm 1985, với vai trò Bí thư thứ nhất của Đảng Lao động Albania. Ông cũng là chủ tịch của Mặt trận Dân chủ Albania và là Tổng tư lệnh các lực lượng vũ trang Albania từ năm 1944 cho đến khi qua đời. Ông cũng cùng từng giữ chức vụ Thủ tướng Albania từ năm 1944 đến 1954 và trong các thời điểm khác nhau, ông cũng từng giữ các chức vụ Bộ trưởng Ngoại giao và Bộ trưởng Quốc phòng.
Hoxha tuyên bố rằng mình kiên quyết giữ vững lập trường để chống xét lại chủ nghĩa Marx–Lenin từ giữa thập niên 1970 trở đi. Sau khi ông tuyệt giao với chủ nghĩa Mao Trạch Đông trong giai đoạn 1976–1978, nhiều đảng cộng sản Maoist đã tự tuyên bố rằng họ là Hoxhaist. Hội nghị Quốc tế của các đảng cộng sản và tổ chức Marxist–Leninist (Thống nhất & Đấu tranh) là tập hợp được biết đến nhiều nhất của các đảng này.

## Tiểu sử

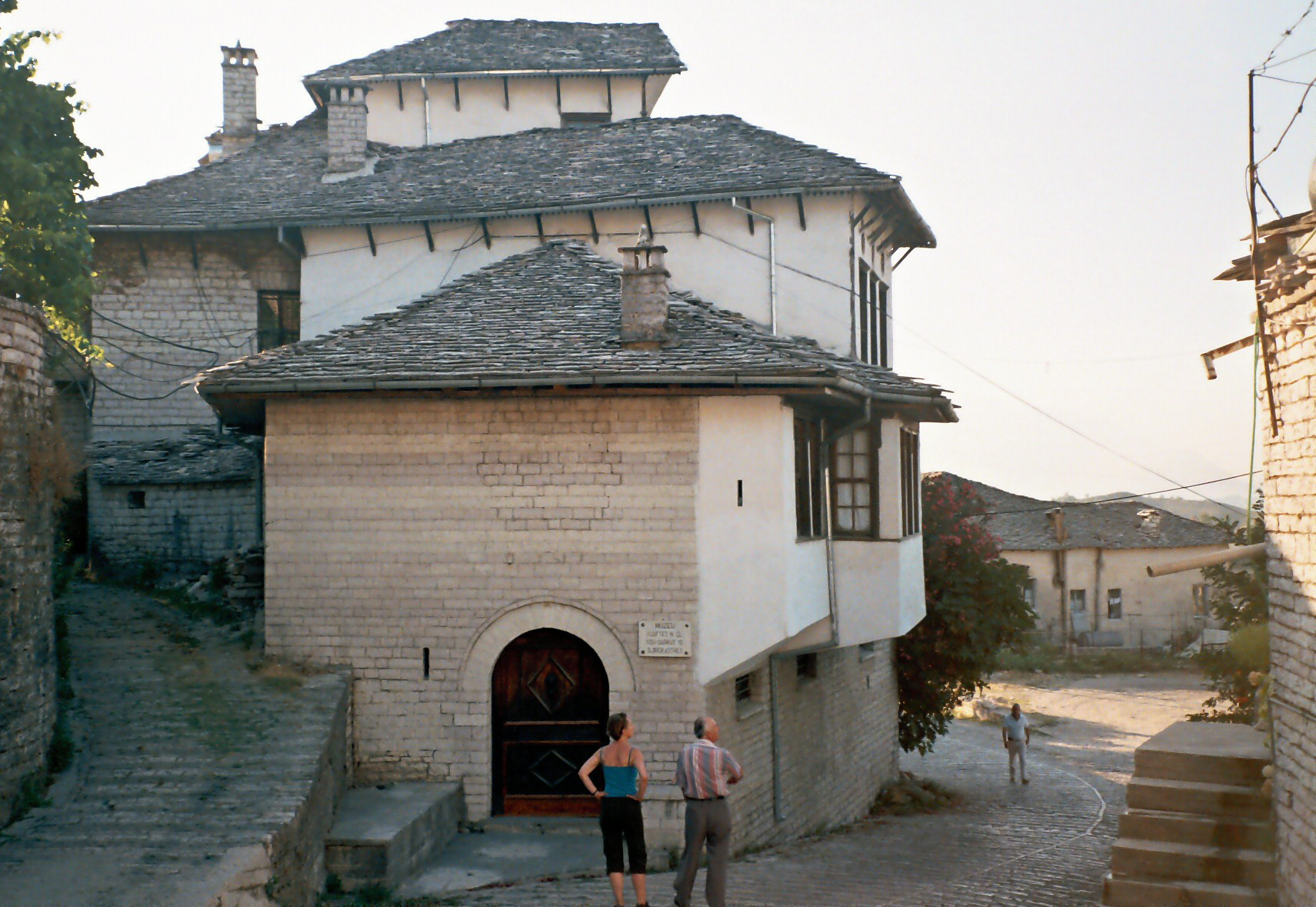
Căn nhà nơi Hoxha lớn lên tại Gjirokastër

Hoxha sinh ra tại Gjirokastër, một thành phố ở miền nam Albania (khi đó thuộc về đế quốc Ottoman) thành phố này cũng là quê hương của nhiều gia đình danh giá. Ông là con trai của Halil Hoxha, một thương nhân buôn vải người Tosk Bektashi bôn ba trên khắp châu Âu và Hoa Kỳ, và Gjylihan (Gjylo) Hoxha. Vào năm 16 tuổi, ông đã góp phần vào việc thành lập và trở thành thư ký của Hiệp hội học sinh Gjirokastër, một tổ chức phản đối chính quyền quân chủ. Sau khi hiệp hội bị chính phủ trấn áp, ông rời quê hương và chuyển đến Korçë, tiếp tục theo học ở một trường trung học Pháp. Tại đây, ông học lịch sử, văn học và triết học Pháp. Tại thành phố này, ông đọc Tuyên ngôn của Đảng Cộng sản lần đầu tiên.

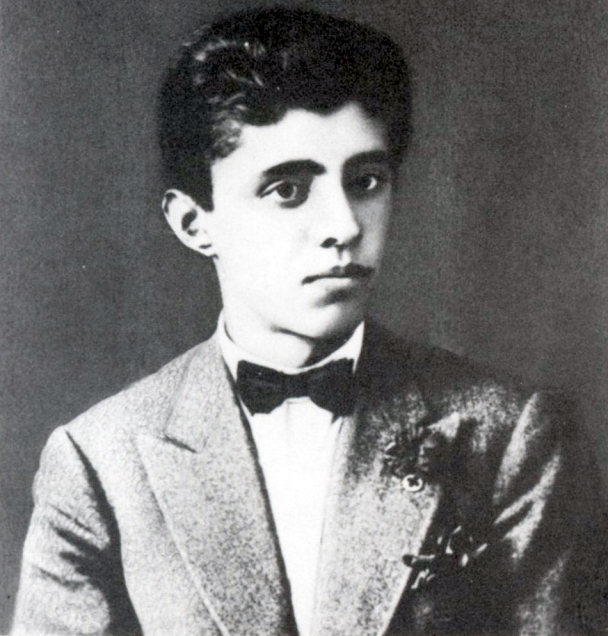
Enver Hoxha năm 18 tuổi

Năm 1930, Hoxha đến học tại Đại học Montpellier ở Pháp theo một học bổng cấp nhà nước về các ngành khoa học tự nhiên. Ông đã tham gia các bài học và hội nghị của Hiệp hội Công nhân do Đảng Cộng sản Pháp tổ chức, song ông đã sớm từ bỏ vì muốn theo đuổi bằng triết học hay luật. Sau một năm, không quan tâm nhiều đến sinh học, ông đã rời Montpellier để đến Paris với hy vọng tiếp tục theo học đại học. Ông theo khóa học triết học tại Sorbonne, và ông đã cộng tác với báo L'Humanité, viết các bài báo về tình hình ở Albania dưới bút danh Lulo Malësori. Ông cũng tham gia vào một nhóm cộng sản Albania dưới sự giám hộ của Llazar Fundo, người này cũng dạy luật cho ông.
Ông lại sớm từ bỏ một lần nữa, và từ năm 1934 đến 1936, ông là một thư ký tại lãnh sự quán Albania ở Bruxelles, thuộc văn phòng nhân sự của Thái hậu Sadijé. Ông bị sa thải sau khi lãnh sự phát hiện ra Hoxha đã để các tài liệu và sách về chủ nghĩa Marx trong văn phòng. Hoxha quay trở lại Albania vào năm 1936 và trở thành một giáo viên ngữ pháp tại Korçë. Do được tiếp thu giáo dục bậc cao, Hoxha thành thạo tiếng Pháp và có kiến thức tương đối về tiếng Ý, tiếng Serbia, tiếng Anh và tiếng Nga. Khi là lãnh đạo, ông thường xuyên đọc báo Le Monde và International Herald Tribune.
Ngày 7 tháng 4 năm 1939, Albania bị phát xít Ý xâm lược. Người Ý lập ra một chính phủ bù nhìn tại Albania dưới quyền Mustafa Merlika-Kruja. Hoxha đã bị sa thải khỏi công việc giáo viên sau cuộc xâm lược của người Ý do từ chối tham gia Đảng Phát xít Albania. Ông đã mở một cửa hàng bán thuốc lá tại Tirana mang tên Flora, ngay sau đó một nhóm cộng sản nhỏ đã bắt đầu tụ họp tại đây. Cuối cùng chính phủ đã trấn áp nhóm này.

### Cuộc sống du kích

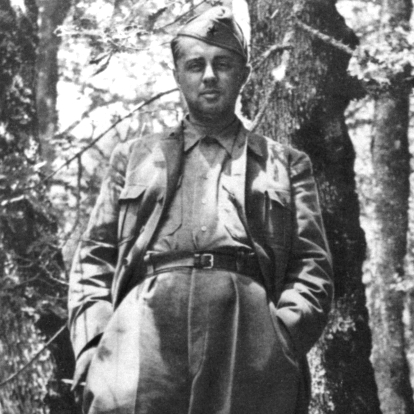
Chiến sĩ du kích Hoxha.

Ngày 8 tháng 11 năm 1941, Đảng Cộng sản Albania (sau đổi tên thành Đảng Lao động Albania vào năm 1948) được thành lập. Hai phái viên Nam Tư đã lựa chọn Hoxha từ "nhóm Korca" với địa vị một đại diện Hồi giáo làm một trong bảy thành viên của Ủy ban Trung ương lâm thời. Từ 8 tháng 4 đến 11 tháng 4 năm 1942, Hội nghị tham vấn đầu tiên của Những nhà hoạt động của Đảng Cộng sản Albania đã được tổ chức tại Tirana. Enver Hoxha được giao thực hiện bản báo cáo chính cho các đại biểu tụ họp vào ngày 8 tháng 4 năm 1942.
Vào tháng 7 năm 1942, Enver Hoxha đã viết "Lời kêu gọi đến giai cấp nông dân Albania" và cho lưu hành dưới tên Đảng Cộng sản Albania. Lời kêu gọi được đưa ra để tranh thủ sự ủng hộ tại Albania cho cuộc kháng chiến chống lại những kẻ xâm lược phát xít Ý. Những người nông dân được khuyến khích giữ lại ngũ cốc của họ, từ chối chi trả bất cứ khoản thuế hay phí chăn nuôi nào cho chính quyền phát xít Albania. Sau Hội nghị tháng 12 năm 1942 tại Pezë, Mặt trận Giải phóng Dân tộc được thành lập với mục đích thống nhất những người Albania chống phát xít, bất kể ý thức hệ hay tầng lớp.
Tháng 3 năm 1943, Hội nghị Quốc gia đầu tiên của Đảng Cộng sản Albania đã bầu Hoxha làm Bí thư thứ nhất. Trong chiến tranh, vai trò của Liên Xô tại Albania là không đáng kể, khiến Albania trở thành nước duy nhất bị chiếm đóng trong Thế chiến II giành được độc lập mà không dựa trên định đoạt của cường quốc. Ngày 10 tháng 7 năm 1943, các nhóm du kích Albania đã tổ chức thành các đơn vị đại đội, tiểu đoàn và lữ đoàn chính quy với tên gọi Quân đội Giải phóng Dân tộc Albania. Tổ chức này nhận được hỗ trợ quân sự từ cơ quan tình báo Anh, SOE. Tổng bộ được thiết lập với Spiro Moisiu là chỉ huy còn Enver Hoxha là chính ủy. Các du kích cộng sản tại Nam Tư đã có một vai trò lớn trên thực tế, họ giúp đỡ trong các cuộc tấn công và trao đổi vật tư, song thông tin liên lạc giữa họ và người Albania bị hạn chế và các thư tín thường đến muộn, đôi khi một kế hoạch đã được Quân Giải phóng Dân tộc Albania phê chuẩn mà chưa tham khảo được ý kiến từ du kích Nam Tư.

#### Bất đồng với những người cộng sản Nam Tư
Tuy nhiên, có một vấn đề đã nảy sinh khi những người cộng sản Nam Tư không đồng ý với mục tiêu Đại Albania và yêu cầu những người cộng sản Albania thu hồi ý định của họ. Theo Hoxha, Josip Broz Tito đã đồng ý rằng "Kosovo là của người Albani" song do sự chống đối của người Serb nên việc thực hiện chuyển giao phải chọn lựa một cách khôn ngoan. Sau khi những người cộng sản Albania từ bỏ tư tưởng Đại Albania, Balli Kombëtar đã chỉ trích những người cộng sản, những người đã cáo buộc Balli Kombëtar đứng bên cạnh người Ý. Tuy nhiên, Balli Kombëtar thiếu sự ủng hộ của người dân. Sau khi đánh giá những người cộng sản là một mối đe dọa trực tiếp cho đất nước, Balli Kombëtar đã đứng cạnh Đức Quốc xã, gây tổn hại chết người cho hình ảnh của họ đối với những người đấu tranh chống phát xít. Những người cộng sản nhanh chóng bổ sung vào hàng ngũ của mình những người thất vọng với Balli Kombëtar và nắm lấy vai trò trung tâm trong cuộc đấu tranh giải phóng.
Đại hội Quốc gia Permet đã được tổ chức trong thời điểm đó đã kêu gọi về một "Albania dân chủ mới cho người dân." Vua Zog đã bị cấm không bao giờ được thăm lại Albania, và quyền kiểm soát của cộng sản được tăng cường. Ủy ban chống Phát xít vì Giải phóng Dân tộc đã được thành lập, với chủ tịch là Hoxha. Ngày 22 tháng 10, Ủy ban trở thành Chính phủ Dân chủ Albania sau cuộc họp tại Berat và Hoxha được lựa chọn làm Thủ tướng của chính phủ lâm thời. Các tòa án được thiết lập để cố gắng tuyên bố các tội phạm chiến tranh, những người bị định là "kẻ thù của nhân dân" và do Koçi Xoxe chủ trì.
Sau khi giải phóng đất nước khỏi lực lượng chiếm đóng phát xít vào ngày 29 tháng 11 năm 1944, một số đơn vị du kích Albania đã vượt biên giới để sang vùng đất Nam Tư do Đức chiếm đóng, tại đây họ đã chiến đấu cùng với quân du kích của Tito và Hồng quân Liên Xô trong một chiến dịch chung nhằm đẩy lui các ổ kháng cự cuối cùng của Đức trên đất Nam Tư. Nguyên soái Tito, trong một cuộc họp của Nam Tư vào những năm sau đó, đã cảm ơn Hoxha vì sự giúp dỡ của quân du kích Albania đối với cuộc Chiến tranh Giải phóng Dân tộc của Nam Tư. Mặt trận Dân chủ đã kế tục Mặt trận Giải phóng Dân tộc vào tháng 8 năm 1945 và cuộc bầu cử đầu tiên sau chiến tranh đã được tổ chức tại Albania vào ngày 2 tháng 12. Mặt trận là tổ chức chính trị hợp pháp duy nhất được phép tham gia cuộc bầu cử, và chính quyền tuyên bố rằng 93% người dân Albania đã bỏ phiếu cho Mặt trận.
Ngày 11 tháng 1 năm 1946, vua Zog chính thức bị phế truất, và Albania tuyên bố trở thành Cộng hòa Nhân dân Albania (đổi tên thành Cộng hòa Nhân dân Xã hội chủ nghĩa Albania năm 1976). Với vai trò là Bí thư thứ nhất, Hoxha là nguyên thủ quốc gia trên thực tế và là người quyền lực nhất tại đất nước.

## Thời kỳ đầu lãnh đạo (1946-65)
Hoxha tuyên bố mình là người Marxist-Leninist và rất thán phục nhà lãnh đạo Liên Xô Joseph Stalin. Trong giai đoạn 1945–1950, chính phủ Albania đã thông qua các chính sách nhằm củng cố quyền lực. Luật cải cách ruộng đất đã được thông qua vào tháng 8 năm 1945. Theo luật này, chính phủ sẽ tịch thu đất đai của các bey và các địa chủ lớn mà không bồi thường và trao lại nó cho nông dân. 52% toàn bộ đất đai tại Albania do các địa chủ lớn sở hữu trước khi thông quan luật; con số này giảm xuống còn 16% sau khi thông qua luật. Về tỷ lệ mù chữ, con số 90–95% tại các vùng nông thôn vào năm 1939 đã giảm xuống còn 30% vào năm 1950 và đến năm 1985 thì con số này đã ngang bằng với các nước phương Tây.
Đại học Nhà nước Tirana được thành lập vào năm 1957, đây là trường đại học đầu tiên ở Albania. Các Gjakmarrja (mối thù máu) từ thời Trung Cổ bị cấm. Sốt rét là bệnh phổ biến nhất tại Albania, song chính phủ cộng sản đã thành công trong cuộc chiến nhằm chăm sóc sức khỏe của người dân, họ đã sử dụng DDT, và tiêu thoát các bãi lầy. Năm 1985, không còn thấy một trường hợp nào bị sốt rét trong khi hai mươi năm trước thì Albania là nước có số người mắc bệnh này nhiều nhất tại châu Âu. Cũng không ghi nhận trường hợp nào bị bệnh giang mai trong 30 năm. Đối với sự phân chia Gheg-Tosk, các sách được biết bằng phương ngữ Tosk, và phần lớn đảng viên đến từ miền nam Albania, tức nơi nói phương ngữ Tosk.
Năm 1949, các cơ quan tình báo Hoa Kỳ và Anh đã làm việc với vua Zog và các cận vệ của ông ta. Họ tuyển dụng những người Albania tị nạn và di cư từ Ai Cập, Ý, Hy Lạp, huấn luyện họ tại Síp, Malta và Tây Đức, và đưa họ thâm nhập vào Albania. Các đơn vị du kích tiến vào Albania vào năm 1950 và 1952, song họ đã bị lực lượng an ninh Albania giết chết hoặc bắt giữ. Kim Philby, một gián điệp hai mang Liên Xô đã đóng vai trò là nhân viên liên lạc giữa cơ quan tình báo Anh và cơ quan tình báo TW Hoa Kỳ, đã để lộ chi tiết của kế hoạch xâm nhập đến Moskva, tiết lộ danh tính của khoảng 300 người xâm nhập.

### Quan hệ với Nam Tư
Tại thời điểm này, mối quan hệ giữa Nam Tư và Albania đã bắt đầu thay đổi. Gốc rễ của việc thay đổi này bắt đầu vào ngày 20 tháng 10 năm 1944 trong phiên họp toàn thể lần thứ hai của Đảng Cộng sản Albania. Phiên họp đề cập đến các vấn đề mà chính phủ Albania mới sẽ phải đối mặt sau khi đất nước độc lập. Tuy nhiên, phái đoàn Nam Tư do Velimir Stoinić dẫn đầu đã cáo buộc ĐCS Albania là "chủ nghĩa bè phái và chủ nghĩa cơ hội" và đổ tội Hoxha về các lỗi lầm này. Ông ta cũng nhấn mạnh quan điểm rằng du kích cộng sản Nam Tư là tổ chức dẫn đầu phong trào du kích Albania.
Các thành viên chống Nam Tư trong Đảng Cộng sản Albania bắt đầu nghĩ rằng đây là một âm mưu của Tito nhằm gây bất ổn cho Đảng. Koçi Xoxe, Sejfulla Malëshova và những người ủng hộ Nam Tư khác bị nghi ngờ sâu sắc. Quan điểm của Tito đối với Albania là nước này quá yếu để có thể đứng riêng và tốt hơn là trở thành một phần của Nam Tư. Hoxha cáo buộc rằng Tito làm vậy để nhằm đưa Albania vào thành phần Nam Tư, đầu tiên là lập ra Hiệp ước Hữu nghị, Hợp tác và Hỗ trợ lẫn nhau vào năm 1946. Trong thời gian đó, Albania bắt đầu cảm thấy rằng hiệp ước đã nghiêng về phía lợi ích của Nam Tư, giống như các thỏa thuận giữa Ý và Albania dưới thời vua Zog, khiến đất nước phụ thuộc vào Ý.
Vấn đề đầu tiên là đồng lek Albania được định giá lại theo đồng dinar Nam Tư khi một liên minh thuế quan được hình thành và kế hoạch kinh tế của Albania được Nam Tư quyết định. Các nhà kinh tế học Albania là H. Banja và V. Toçi đã nói rằng mối quan hệ giữa Albania và Nam Tư trong giai đoạn này mang tính bóc lột và rằng nó được Nam Tư nỗ lực tạo ra nhằm biến kinh tế Albania trở thành một "phần phụ thuộc" của kinh tế Nam Tư.
Joseph Stalin đã gửi lời khuyên cho Hoxha và phát biểu rằng Nam Tư đang cố gắng để sáp nhập Albania. "Chúng tôi đã không biết rằng người Nam Tư, dưới cái cớ 'bảo vệ' đất nước của các bạn chống lại một cuộc tấn công từ những kẻ phát xít Hy Lạp, lại muốn đưa các đơn vị trong quân đội của họ đến Cộng hòa Nhân dân Albania. Họ đã cố gắng để làm điều này một cách rất bí mật. Trong thực tế, mục đích của họ trên phương diện này là hoàn toàn thù địch, vì họ có ý định đảo lộn tình hình ở Albania." Tháng 6 năm 1947, Ủy ban TW của Nam Tư bắt đầu công khai lên án Hoxha, cáo buộc ông đã biểu lộ tinh thần chủ nghĩa cá nhân và chống Marxist. Khi Albania đáp trả bằng việc thiết lập các thỏa thuận với Liên Xô để mua máy móc nông nghiệp, Nam Tư đã nói rằng Albania không thể tham gia vào bất kỳ thỏa thuận nào với các nước khác mà không có sự tán thành của Nam Tư.
Koçi Xoxe đã cố gắng ngăn Hoxha cải thiện quan hệ với Bulgaria, lập luận rằng Albania sẽ ổn định hơn khi có một đối tác thương mại thay vì nhiều đối tác. Nako Spiru, một thành viên chống Nam Tư trong Đảng, thì lại lên án Xoxe. Do không ai bênh vực lời của Spiru, ông ta cho rằng tình hình đã trở nên vô vọng và sợ rằng sự thống trị của Nam Tư đối với đất nước mình sắp xảy đến, vì thế ông ta đã tự vẫn vào tháng 11.
Tại Hội nghị lần thứ 8 của Ủy ban Trương ương Đảng, kéo dài từ 26 tháng 2 – 8 tháng 3 năm 1948, Xoxe đã dính líu đến một âm mưu nhằm cô lập Hoxha và củng cố sức mạnh của mình [Xoxe]. Ông ta đã cáo buộc Hoxha phải chịu trách nhiệm cho tình trạng suy sụy trong quan hệ với Nam Tư, và nói rằng nên trục xuất một phái đoàn quân sự Liên Xô để tỏ thiện ý với Nam Tư. Hoxha đã điều hành thế sự để giữ vững vị thế của mình. Khi Nam Tư công khai tuyệt giao với Liên Xô, cơ sở ủng hộ của Hoxha đã trở nên mạnh hơn. Sau đó, vào ngày 1 tháng 7 năm 1948, Tirana đã lệnh cho tất cả các cố vấn kỹ thuật Nam Tư rời khỏi Albania và đơn phương tuyên bố rằng tất cả các hiệp định và thỏa thuận giữ hai nước là vô hiệu và không có giá trị. Xoxe bị khai trừ ra khỏi đảng vào ngày 13 tháng 6 năm 1949, ông ta đã bị một đội bắn xử tử.

### Quan hệ với Liên Xô
Sau khi tuyệt giao với Nam Tư, Hoxha tự gắn kết Albania với Liên Xô, nước mà ông hết sức khâm phục. Trong giai đoạn 1948–1960, 200 triệu Đô la Mỹ viện trợ của Liên Xô đã được trao cho Albania để mở rộng công nghệ và cơ sở hạ tầng. Ngày 22 tháng 2 năm 1949, Albania đã được tiếp nhận vào Comecon và Albania trở thành một quân cờ để Liên Xô gây sức ép lên Nam Tư và cũng đóng vai trò là một thế lực thân Xô tại biển Adriatic. Một căn cứ tàu ngầm đã được xây dựng trên đảo Sazan gần Vlorë, đặt ra một mối đe dọa đối với Hạm đội 6 của Hoa Kỳ. Mối quan hệ giữa hai bên tiếp tục duy trì sự gần gũi cho đến cái chết của Stalin vào ngày 5 tháng 3 năm 1953. Albania đã tổ chức quốc tang nhằm tưởng nhớ Stalin. Hoxha tập hợp toàn bộ dân chúng tại quảng trường lớn nhất ở thủ đô, yêu cầu họ quỳ, và bắt họ thực hiện lời tuyên thệ hai nghìn từ với nội dung "trung thành vĩnh viễn" và "lòng biết ơn" với "người cha thân yêu" và "nhà giải phóng vĩ đại", đến người mà người dân nợ "mọi thứ."
Dưới thời Nikita Khrushchev, người kế nhiệm Stalin, viện trợ bị cắt giảm và Albania được khuyến khích áp dụng chính sách chuyên môn hóa của Khrushchev. Dưới chính sách này, Albania sẽ phát triển sản xuất nông nghiệp để cung cấp cho Liên Xô và các nước khác trong khối Warszawa trong khi các nước này sẽ phát triển các ngành sản xuất đặc trưng của họ, mà về lý thuyết sẽ tăng cường khối Warszawa bằng cách giúp giảm thiếu sự thiếu hụt một số nguồn tài nguyên mà nhiều nước trong khối phải đối mặt. Tuy nhiên, điều này cũng có nghĩa rằng phát triển công nghiệp của Albania, lĩnh vực đã được Hoxha đặc biệt nhấn mạnh, sẽ bị suy giảm đáng kể.
Từ 16 tháng 5 – 17 tháng 6 năm 1955, Nikolai Bulganin và Anastas Mikoyan đã đến thăm Nam Tư và Khrushchev từ bỏ việc khai trừ Nam Tư ra khỏi khối Cộng sản. Khrushchev cũng bắt đầu tham khảo học thuyết nhiều trung tâm của Palmiro Togliatti. Hoxha đã không được hỏi ý kiến về điều này và cảm thấy bị xúc phạm. Nam Tư bắt đầu yêu cầu Hoxha phục hồi hình ảnh cho Koçi Xoxe, song Hoxha kiên quyết từ chối. Năm 1956, trong Đại hội lần thứ 20 của Đảng Cộng sản Liên Xô, Khrushchev đã lên án tệ sùng bái cá nhân được xây dựng quanh Joseph Stalin và cũng buộc tội Stalin đã phạm nhiều sai lầm nghiêm trọng. Khrushchev sau đó công bố thuyết về chung sống hòa bình, điều này đã khiến Hoxha rất giận dữ. Viện Nghiên cứu Marxist-Leninist, do phu nhân Nexhmije của Hoxha lãnh đạo, đã dẫn lời Vladimir Lenin: "Các nguyên tắc cơ bản trong chính sách đối ngoại của một quốc gia xã bội chủ nghĩa và của một đảng cộng sản là chủ nghĩa quốc tế vô sản; không phải chung sống hòa bình." Hoxha nay hoạt động tích cực hơn trên lập trường chống Xét lại.
Sự thống nhất bên trong Đảng Lao động Albania cũng bắt đầu suy giảm, với một hội nghị đại biểu đặc biệt được tổ chức tại Tirana vào tháng 4 năm 1956, bao gồm 450 đại biểu và có kết quả bất ngờ. Các đại biểu "chỉ trích tình trạng trong đảng, thái độ tiêu cực đối với quần chúng, sự vắng mặt của dân chủ trong đảng và dân chủ xã hội chủ nghĩa, chính sách kinh tế của lãnh đạo." trong khi cũng kêu gọi thảo luận về tệ sùng bái cá nhân và Đại hội Đảng lần thứ 20 [của Liên Xô].

#### Hướng đến Trung Quốc và chủ nghĩa Mao
Hoxha đã kêu gọi về nghị quyết mà theo đó ủng hộ người lãnh đạo hiện tại của Đảng. Nghị quyết được chấp thuận, và toàn bộ các đại biểu từng lên tiếng đều bị khai trừ khỏi đảng và bị cầm tù. Hoxha đã nói rằng đây là một trong nhiều nỗ lực nhằm lật đổ người lãnh đạo của Albania do Nam Tư tổ chức. Sự cố này tiếp tục củng cố quyền lực của Hoxha, khiến cho việc thực hiện cải cách theo kiểu Khrushchev gần như không thể xảy ra. Trong cùng năm đó, Hoxha đến thăm Cộng hòa Nhân dân Trung Hoa và gặp gỡ Mao Trạch Đông. Mối quan hệ giữa Albania với Trung Quốc được cải thiện, bằng chứng là viện trợ của Trung Quốc cho Albania chiếm 4,2% vào năm 1955, và tăng lên 21,6% vào năm 1957.
Trong một nỗ lực để giữ Albania trong tầm ảnh hưởng của mình, Liên Xô đã tăng viện trợ song lãnh đạo Albania vẫn tiếp tục tiến gần hơn đến Trung Quốc. Mối quan hệ với Liên Xô vẫn duy trì mức độ như trước đó cho đến năm 1960, khi Khrushchev gặp Sophocles Venizelos, một chính trị gia cánh tả Hy Lạp. Khrushchev tỏ ra thông cảm với ý tưởng về một vùng Bắc Epirus tự trị của người Hy Lạp và hy vọng sử dụng các tuyên bố của Hy Lạp để khiến cho giới lãnh đạo Albania hành động phù hợp với lợi ích của Liên Xô.

#### Xích mích với Liên Xô
Quan hệ với Liên Xô bắt đầu xuống dốc nhanh chóng. Một chính sách cứng rắn đã được áp dụng và Liên Xô đã cắt giảm các chuyến hàng viện trợ, đặc biệt là ngũ cốc, vào lúc Albania cần chúng để ứng phó với nạn đói do lũ lụt. Tháng 7 năm 1960, một âm mưu nhằm lật đổ chính phủ đã được phát hiện. Âm mưu này do một Thiếu tướng hải quân được đào tạo tại Liên Xô là Teme Sejko tổ chức. Sau đó, hai thành viên thân Liên Xô trong Đảng là Liri Belishova và Koço Tashko đề bị khai trừ, với một sự cố hài hước liên quan đến việc phát âm tên Tashko thành (tiếng Nga của "chấm hết").
Vào tháng 8, Ủy ban Trung ương Đảng Albania đã gửi một bức thư phản đối cho Ủy ban Trung ương của Đảng Cộng sản Liên Xô, nêu rõ sự không hài lòng của việc có một Đại sứ Liên Xô chống Albania tại Tirana. Đại hội IV của Đảng Lao động Albania được tổ chức từ ngày 13–20 tháng 2 năm 1961 là cuộc họp cuối cùng mà đại biểu của Liên Xô và các nước Đông Âu khác có thể tham dự tại Albania. Trong đại hội, Liên Xô đã bị lên án trong khi Trung Quốc thì được tán dương. Mehmet Shehu nói rằng trong khi nhiều thành viên trong Đảng đã bị cáo buộc chuyên quyền, đây là một lời buộc tội vô căn cứ và không giống như Liên Xô, Albania là nước Marxist chính cống.
Liên Xô trả đũa bằng cách đe dọa sẽ có "hậu quả tàn khốc" nếu những lời lên án không được rút lại. Những ngày sau đó, Khrushchev và Antonín Novotný, Chủ tịch của Tiệp Khắc (là nguồn viện trợ lớn nhất cho Albania sau Liên Xô) đã đe dọa cắt viện trợ kinh tế. Trong tháng 3, Albania không được mời tham dự cuộc họp của các nước khối Warszawa (trong khi Albania là một trong các thành viên sáng lập năm 1955) và đến tháng 4, tất cả các kỹ thuật viên Liên Xô đã rút khỏi Albania. Trong tháng 5, gần như toàn bộ quân Liên Xô tại căn cứ trên biển Oricum đã rút lui, để lại cho người Albania 4 tàu ngầm và các thiết bị quân sự khác.
Ngày 7 tháng 11 năm 1961, Hoxha có một bài phát biểu mà trong đó ông gọi Khrushchev là một "kẻ xét lại, một kẻ chống Marxist và một kẻ chủ bại." Hoxha miêu tả Stalin là nhà lãnh đạo cộng sản cuối cùng của Liên Xô và bắt đầu nhấn mạnh tính độc lập của Albania. Ngày 11 tháng 11, Liên Xô và tất cả các nước trong khối Warszawa khác đều tuyệt giao quan hệ với Albania. Albania không chính thức bị loại trừ (với việc không được mời) khỏi khối Warszawa và Comecon. Liên Xô cũng cố gắng để tuyên bố có quyền kiểm soát cảng Vlorë dựa trên một hợp đồng cho thuê; Đảng Lao động Albania sau đó đã thông qua một luật cấm bất kỳ quốc gia nào khác sở hữu cảng của Albania thông qua cho thuê hay dưới hình thức khác.

## Thời kỳ lãnh đạo sau

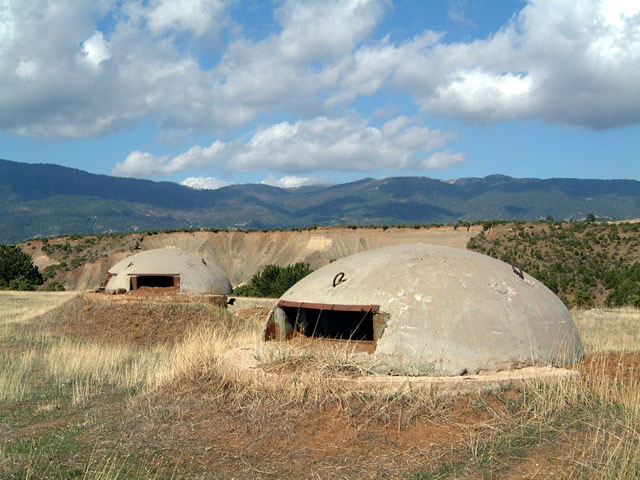
các boong-ke tại Albania đã được xây dựng trong thời gian cầm quyền của Hoxha nhằm ứng phó với cuộc xâm lược có thể xảy ra từ bên ngoài. Trên nửa triệu boong-ke đã được xây dựng.

Khi Hoxha tiếp tục giữ vai trò lãnh đạo, ông ngày càng có quan điểm mang tính lý thuyết. Ông đã viết bài chỉ trích dựa trên các sự kiện đương thời và dựa trên lý thuyết; đáng chú ý nhất là những lời lên án của ông đối với chủ nghĩa Mao Trạch Đông sau năm 1978. Một thành tự lớn dưới thời Hoxha là sự tiến bộ của nữ quyền. Albania từng là một trong những quốc gia có tính gia trưởng nhất, nếu không muốn nói là nhất, tại châu Âu. Bộ luật Lekë, thứ quy định địa vị của phụ nữ, viết rằng, "Một người đàn bà được biết đến như một bao tải, để chịu đựng miễn là khi cô ta sống ở nhà chồng." Phụ nữ không được thừa kế bất cứ thứ gì từ cha mẹ và bị phân biệt đối xử.
Trong Chiến tranh thế giới thứ hai, quân cộng sản Albania đã khuyến khích phụ nữ tham gia vào hoạt động du kích và sau chiến tranh, phụ nữ được khuyến khích đảm nhiệm các công việc tầm thường, bởi nếu muốn làm những công việc ở mức độ cao hơn thì họ cần phải có giáo dục mà điều này thì vượt khỏi tầm với của hầu hết phụ nữ. Năm 1938, phụ nữ chiếm 4% lao động tại các lĩnh vực khác nhau trong nền kinh tế. Năm 1970, con số này đã tăng lên 38% và đến năm 1982 là 46%.
Trong Cách mạng Văn hóa và Tư tưởng, phụ nữ được khuyến khích để đảm nhiệm "tất cả" các công việc, bao gồm các chức vụ trong chính phủ, dẫn tới kết quả là 40,7% đại biểu ở các Hội đồng Nhân dân và 30,4% đại biểu của Hội nghị Nhân dân là phụ nữ, bao gồm cả hai phụ nữ trong Ủy ban Trung ương vào năm 1985. Năm 1978, số phụ nữ tiếp nhận giáo dục 8 năm cao gấp 15,1 lần so với năm 1938 và số phụ nữ học trung học gấp 175,7 con số năm 1938. Năm 1978, số phụ nữ tiếp nhận giáo dục đại học cao gấp 101,9 lần so với năm 1957.
Toàn đảng và toàn quốc cần phải ném vào lửa và bẻ gãy cổ bất cứ ai dám chà đạp dưới chân các sắc lệnh thiêng liêng của đảng về việc bảo vệ quyền của nữ giới.— Enver Hoxha, 1967

Năm 1969, thuế trực thu bị bãi bỏ và trong giai đoạn này chất lượng của các trường học và dịch vụ chăm sóc sức khỏe tiếp tục được cải thiện. Một chiến dịch điện khí hóa đã được bắt đầu vào năm 1960 và toàn bộ đất nước được dự kiến sẽ có điện vào năm 1985. Tuy nhiên, Albania đã đạt được điều này vào ngày 25 tháng 10 năm 1970, khiến nó trở thành quốc gia đầu tiên hoàn thành điện khí hóa trên toàn cầu. Trong Cách mạng Văn hóa và Tư tưởng những năm 1967–1968, quân đội Albania đã chuyển đổi từ sách lược quân đội cộng sản truyền thống và bắt đầu tuân theo chiến lược của chủ nghĩa Mao Trạch Đông được gọi là chiến tranh nhân dân, trong đó bao gồm cả việc bãi bỏ quân hàm, và điều này không được khôi phục hoàn toàn cho đến năm 1991.

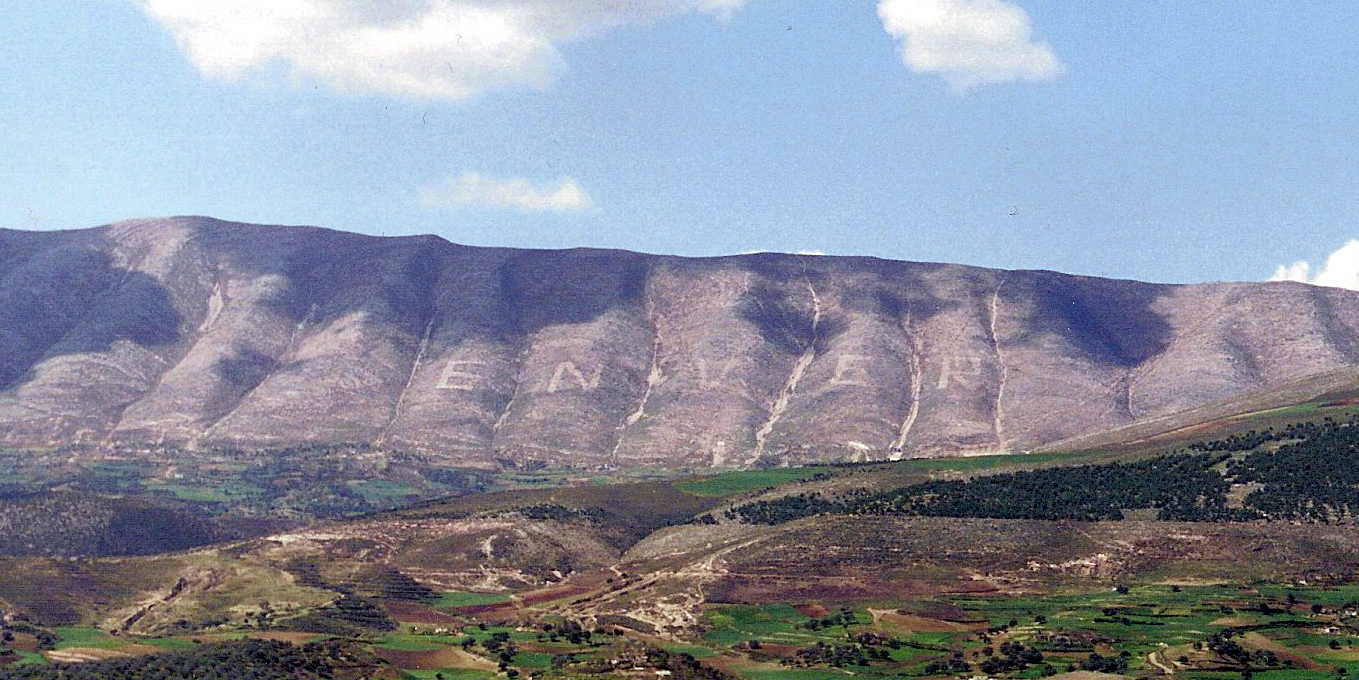
Tên riêng của Hoxha trên mặt núi Shpiragu.

Di sản của Hoxha còn bao gồm một tổ hợp gồm 750.000 boong-ke bê tông chứa được một người trên khắp đất nước, chúng có tác dụng làm nơi canh gác và đặt các ụ súng cùng với vũ khí hóa học. Các boong-ke được xây dựng vững chắc và có tính lưu động, nhằm để họ có thể dễ dàng đặt chúng xuống một lỗ đào từ trước bằng một cần cẩu hoặc máy bay trực thăng. Có các loại boong-ke khác nhau như công sự ngầm để súng máy, boong-ke bãi biển, cho đến căn cứ hải quân ngầm.
Chính sách đối nội của Hoxha là tin tưởng vào mô hình của Stalin, và sùng bái cá nhân đã phát triển trong những năm 1970 xung quanh ông, tương tự như đối với Stalin trước đây. Đôi khi nó còn đạt đến một cường độ như việc sùng bái cá nhân Kim Nhật Thành (điều mà Hoxha lên án) theo đó thì Hoxha được mô tả là một thiên tài bình luận trên hầu như tất cả các mặt của đời sống từ văn hóa-kinh tế cho đến các vấn đề quân sự. Mỗi quyển sách giáo khoa được yêu cầu có một hoặc nhiều hơn các lời trích dẫn của ông về môn học được giảng dạy. Đảng Lao động Albania vinh danh ông với các danh hiệu như Đồng chí Tối cao hay Nhà giáo vĩ đại.
Sự cai quản của Hoxha cũng có sự nổi bật khi ông khuyến khích một tỉ lệ sinh cao. Ví dụ một người phụ nữ có số con trên mức trung bình sẽ nhận được phần thường Người mẹ Heroine (Nënë Heroinë) của chính phủ cùng với tiền thưởng. Phá thai về cơ bản bị chính quyền hạn chế (để khuyến khích mức sinh cao) trừ khi việc đứa bé ra đời gây nguy hại đến tính mạng của người mẹ, mặc dù nó cũng không bị cấm hoàn toàn; cách giải quyết sẽ do các hội đồng y tế khu vực quyết định. Do vậy, dân số Albania đã tăng từ 1 triệu người vào năm 1944 lên khoảng 3 triệu người vào năm 1985.

### Quan hệ với Trung Quốc
Trong kế hoạch 5 năm lần thứ ba của Albania, Trung Quốc đã hứa hẹn về một khoản vay trị giá 125 triệu Đô la Mỹ để Albania xây dựng 25 nhà máy hóa chất, điện và luyện kim được đề cập đến trong Kế hoạch. Tuy nhiên, quốc gia này đã có một giai đoạn chuyển tiếp khó khăn, do các kỹ thuật viên Trung Quốc có chất lượng thấp hơn các kỹ thuật viên Liên Xô và khoảng cách địa lý giữa hai quốc gia, cộng với các mối quan hệ tồi giữa Albania và các nước láng giềng, các vấn đề trở nên phức tạp hơn. Không giống như Nam Tư hay Liên Xô, Trung Quốc đã có ảnh hưởng rất nhỏ trên phương diện kinh tế đối với Albania dưới thời Hoxha. 15 năm trước đó (1946–1961), có ít nhất 50% kinh tế Albania dựa trên thương mại nước ngoài.
Do Hiến pháp 1976 nghiêm cấm nợ, viện trợ và đầu tư nước ngoài, Albania về cơ bản trở thành nước tự cung tự cấp, bất chấp việc nước này thiếu các công nghệ hiện đại. Về mặt ý thức hệ, Hoxha nhận thấy quan điểm ban đầu của Mao Trạch Đông phù hợp với chủ nghĩa Marx-Lenin. Mao Trạch Đông lên án chủ nghĩa xét lại của Nikita Khrushchev và đồng thời cũng chỉ trích Nam Tư. Viện trợ đến từ Trung Quốc không tính lãi và không phải hoàn trả cho đến khi Albania có đủ khả năng để làm như vậy.
Trung Quốc đã không bao giờ can thiệp vào sản lượng kinh tế của Albania, và các kỹ thuật viên Trung Quốc làm việc với một mức lương tương tự như các công nhân người Albania, không như các kỹ thuật viên Liên Xô, những người đôi khi được Hoxha trả lương cao gấp ba lần công nhân Albania. Các bài báo Albania được in lại trên báo Trung Quốc và được đọc trên đài phát thanh Trung Quốc. Cuối cùng, Albania đã dẫn đầu phong trào giành ghế cho Cộng hòa Nhân dân Trung Hoa tại Liên Hợp Quốc, một nỗ lực đã thành công vào năm 1971 và do đó nhà nước cộng sản Trung Quốc đã thay thế ghế của Trung Hoa Dân Quốc.
Trong giai đoạn này, Albania trở thành nước sản xuất crom lớn thứ hai trên thế giới, nó được xem là một mặt hàng xuất khẩu quan trọng của Albania. Về mặt chiến lược, biển Adriatic cũng thu hút sự quan tâm của Trung Quốc, và giới lãnh đạo Trung Quốc hy vọng sẽ có thêm các đồng minh ở châu Âu với sự giúp đỡ của Albania, song điều này đã thất bại. Chu Ân Lai đã đến thăm Albania trong tháng 1 năm 1964. Ngày 9 tháng 1, "Tuyên bố chung Trung Quốc-Albania 1964" đã được ký kết tại Tirana.
Cả hai [Albania và Trung Quốc] đều cho rằng mối quan hệ giữa các nước xã hội chủ nghĩa là một loại hình mới trong quan hệ quốc tế. Quan hệ giữa các nước xã hội chủ nghĩa, dù lớn hay nhỏ, kinh tế phát triển hơn hoặc phát triển kém hơn, phải dựa trên nguyên tắc bình đẳng hoàn toàn, tôn trọng chủ quyền và độc lập, và không can thiệp vào các công việc nội bộ của nhau, và cũng cần phải dựa trên các nguyên tắc tương trợ lẫn nhau phù hợp với chủ nghĩa quốc tế vô sản. Nó là cần thiết để chống lại chủ nghĩa Sô vanh nước lớn và vị kỉ dân tộc trong quan hệ giữa các nước xã hội chủ nghĩa. Nó cũng tuyệt đối không cho phép áp đặt ý chí của một quốc gia cho một quốc gia khác, hoặc để làm suy yếu độc lập, chủ quyền và lợi ích của nhân dân, của một đất nước anh em với cái cớ 'viện trợ' hoặc 'phân chia lao động quốc tế.'— Văn bản thảo thuận

Giống như Albania, Trung Quốc bảo vệ "tinh khiết" của chủ nghĩa Marx bằng cách tấn công cả "đế quốc Mỹ" cũng như "xét lại Liên Xô và Nam Tư", cả hai đều là một phần của thuyết "kẻ thù kép". Nam Tư được nhìn nhận là một "biệt đội của chủ nghĩa đế quốc Mỹ" và là một "kẻ phá hoại chống lại cách mạng thế giới." Tuy nhiên, các nhìn nhận này đã bắt đầu thay đổi tại Trung Quốc, một trong những vấn đề chính mà Albania gặp phải trong liên minh này. Cũng không giống với Nam Tư và Liên Xô, liên minh Trung Quốc-Albania thiếu "...một cơ cấu tổ chức để tham vấn thường xuyên và phối hợp chính sách, và có điểm đặc trưng là một mối quan hệ không chính thức được kiểm soát dựa trên một cơ sở đặc biệt." Mao Trạch Đông đã có một bài phát biểu vào ngày 3 tháng 11 năm 1966, trong đó tuyên bố rằng Albania là nhà nước Marxist-Leninist duy nhất ở châu Âu và "một cuộc tấn công vào Albania sẽ cần phải tính đến nhân dân Trung Quốc vĩ đại. Nếu đế quốc Mỹ, xét lại Liên Xô hiện nay hay bất kỳ tay sai nào của họ dám động vào Albania dù là nhỏ nhất, sẽ không có gì ở phía trước dành cho họ mà chỉ có một thất bại hoàn toàn, đáng xấu hổ và đáng nhớ." Tương tự, Hoxha nói rằng "Các bạn có thể yên tâm, những người đồng chí, đến những gì có thể trong thế giới rộng lớn, hai đảng của chúng ta và hai dân tộc chúng ta chắc chắn sẽ sát cánh bên nhau. Chúng ta sẽ chiến đấu cùng nhau và chúng ta sẽ giành chiến thắng."
Trong giai đoạn bốn năm sau Cách mạng Văn hóa, Trung Quốc ở trong tình trạng tương đối cô lập về ngoại giao, mối quan hệ giữa Trung Quốc-Albania đã lên tới đỉnh cao trong giai đoạn này. Ngày 20 tháng 8 năm 1968, Albania đã lên án việc Liên Xô xâm chiếm Tiệp Khắc. Albania sau đó đã chính thức ra khỏi khối Warszawa vào ngày 5 tháng 9. Mối quan hệ với Trung Quốc bắt đầu xấu đi vào ngày 15 tháng 7 năm 1971, khi Tổng thống Hoa Kỳ Richard Nixon sang thăm Trung Quốc để hội đàm với Chu Ân Lai. Hoxha cảm thấy mình bị phản bội và chính quyền của ông ở trong tình trạng bất ngờ. Ngày 6 tháng 8, Ủy ban Trung ương của Đảng Lao động Albania đã gửi một bức thư cho Ủy ban Trung ương của Đảng Cộng sản Trung Quốc, trong đó gọi Nixon là một "kẻ chống cộng điên cuồng."
Kết quả là trong một thông điệp năm 1971 của giới lãnh đạo Trung Quốc đã nói rằng Albania không thể phụ thuộc hơn nữa vào một lượng viện trợ không xác định của Trung Quốc và đến năm 1972 Albania được khuyên là nên "kiềm chế những kỳ vọng của mình về những đóng góp hơn nữa của Trung Quốc cho nền kinh tế Albania." Năm 1973, Hoxha đã viết trong nhật ký của mình rằng những lãnh đạo Trung Quốc:
...đã cắt đứt liên hệ của họ với chúng tôi, và các hoạt động giao thiệp mà họ duy trì chỉ đơn thuần mang tính ngoại giao chính thức. Albania không còn là 'người bạn chung thủy, đặc biệt'...Họ đang duy trì các thỏa thuận kinh tế mặc dù với sự chậm trễ, song nó đã khá rõ ràng rằng 'nhiệt tâm' ban đầu của họ đã chết.— Enver Hoxha

Để đáp trả, Albania đã phát triển thương mại với khối Comecon (riêng thương mại với Liên Xô vẫn bị ngăn chặn) và Nam Tư. Thương mại với các nước Thế giới thứ ba đã đạt 0,5 triệu Đô la Mỹ vào năm 1973, song đã tăng lên 8,3 triệu Đô la Mỹ vào năm 1974. Thương mại đã tăng từ 0,1% đến 1.,6%. Sau cái chết của Mao Trạch Đông vào ngày 9 tháng 9 năm 1976, Hoxha vẫn lạc quan về quan hệ Trung Quốc-Albania, song đến tháng 8 năm 1977, Hoa Quốc Phong, nhà lãnh đạo mới của Trung Quốc, đã nói rằng Thuyết thế giới thứ ba của Mao Trạch Đông sẽ trở thành chính sách đối ngoại chính thức. Hoxha nhìn nhận điều này là một cách để Trung Quốc biện minh cho việc coi Hoa Kỳ là "kẻ thù thứ hai" trong khi xem Liên Xô là kẻ thù chính, do đó cho phép Trung Quốc có quan hệ thương mại với Hoa Kỳ. "...kế hoạch 'thế giới thứ ba' của Trung Quốc là một kế hoạch ma quỷ lớn, với mục tiêu để Trung Quốc trở thành một siêu cường khác, chính xác là bằng cách đưa nó trở thành nước đứng đầu trong 'thế giới thứ ba' và 'thế giới không liên kết.'" Từ ngày 30 tháng 8 đến 7 tháng 9 năm 1977, Tito đã đến thăm Bắc Kinh và được giới lãnh đạo Trung Quốc chào đón. Tại thời điểm này, Đảng Lao động Albania đã tuyên bố rằng Trung Quốc nay là một nhà nước xét lại giống như Liên Xô và Nam Tư, và rằng Albania là nhà nước Marxist-Leninist duy nhất trên Trái Đất. Ngày 13 tháng 7 năm 1978, Trung Quốc thông báo rằng nước này chính thức cắt viện trợ cho Albania. Lần đầu tiên trong lịch sử hiện đại, Albania không có một đồng minh nào.

### Nhân quyền

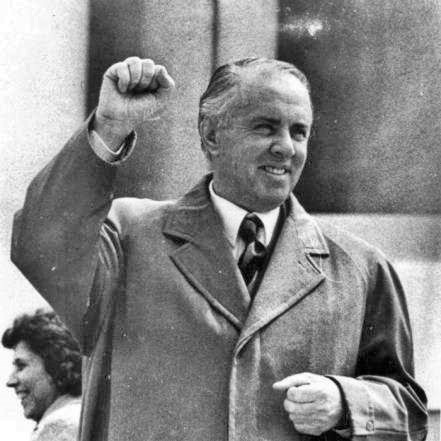
Enver Hoxha năm 1971.

Một số điều khoản trong hiến pháp năm 1976 trên thực tế đã hạn chế việc thực hiện các quyền tự do chính trị. Thêm vào đó, chính phủ từ chối cho người dân tiếp cận các thông tin khác ngoài những thứ đã được các phương tiện truyền thông chính phủ kiểm soát. Về đối nội, Sigurimi cũng thực thiện theo các phương pháp đàn áp của NKVD, MGB, KGB, và Stasi của Đông Đức. "Các hoạt động của nó lan tỏa khắp xã hội Albania đến mức mọi công dân hạng ba đều đã có thời gian bị gửi đến các trại lao động hoặc bị các sĩ quan Sigurimi thẩm vấn."
Để loại bỏ bất đồng chính kiến, chính phủ đã bỏ tù hàng nghìn người trong các trại lao động cải tạo hoặc xử tử họ với các tội danh như phản bội hoặc chống phá chuyên chính vô sản. Việc đi ra nước ngoài bị cấm từ sau năm 1968, trừ những người có nhiệm vụ chính thức. Văn hóa Tây Âu được nhìn nhận với sự ngờ vực sâu sắc, kết quả là các vụ bắt giữ và lệnh cấm các tài liệu nước ngoài trái phép. Nghệ thuật Albania khi đó được phát triển theo chủ nghĩa hiện thức xã hội chủ nghĩa. Việc để râu bị cấm do bị xem là không hợp vệ sinh và để hạn chế ảnh hưởng của Hồi giáo và Chính Thống giáo.
Hệ thống tư pháp thường xuyên trở thành những phiên tòa có lệ mà thôi. "...[Bị đơn] không được phép hỏi người làm chứng và mặc dù ông ta được phép phát biểu lời phản đối của mình đối với một số khía cạnh của vụ án, những lời phản đối của ông ta sẽ bị công tố viên bác bỏ khi họ nói, 'Ngồi xuống và im lặng. Chúng tôi rõ hơn bạn.'" Để giảm bớt mối đe doạ của các nhà bất đồng chính kiến và những người lưu vong khác, những người thân của bị can thường bị bắt giữ, bị tẩy chay, và bị cáo buộc là "kẻ thù của nhân dân".
"Có sáu chỗ cho các tù nhân chính trị và 14 trại lao động, nơi các tù chính trị và tội phạm thông thường làm việc với nhau. Ước tính rằng có xấp xỉ 32.000 người bị cầm tù tại Albania vào năm 1985." Điều 47 trong Bộ luật Hình sự Albania nói rằng "trốn ra khỏi đất nước, cũng như từ chối trở về Tổ quốc đối với một người được gửi đi để phụng sự hay được phép tạm thời đi ra bên ngoài đất nước" là tội phản quốc và bị trừng phạt tối thiểu mười năm tù hoặc thậm chí là bị tử hình.

### Tôn giáo
Albania là một quốc gia châu Âu có cư dân chủ yếu theo Hồi giáo, chủ yếu là do ảnh hưởng của đế quốc Ottoman, và tôn giáo trở thành một bản sắc dân tộc. Trong đế quốc Ottoman, người Hồi giáo được nhìn nhận là người Thổ Nhĩ Kỳ, các tín hữu Chính Thống giáo Đông phương được nhìn nhận là người Hy Lạp và tín hữu Công giáo được nhìn nhận là người Latinh. Hoxha tin rằng đây là một vấn đề nghiêm trọng, ông thấy rằng nó khuyến khích những người Hy Lạp ly khai tại Bắc Epirus và gây chia rẽ đất nước nói chung. Luật cải cách ruộng đất vào năm 1945 đã tịch thu nhiều tài sản của giáo hội tại Albania. Những người Công giáo là cộng đồng đầu tiên bị nhắm đến, lý do là vì Tòa Thánh bị chính phủ nước này nhìn nhận là một nhân tố phát xít và chống cộng. Năm 1946, Dòng Tên và đến năm 1947 là Dòng Fran-xít đã bị cấm. Nghị định số 743 (về Tôn giáo) đã mưu cầu một giáo hội quốc gia và cấm các nhà lãnh đạo tôn giáo liên hệ với các thế lực nước ngoài.
Đảng tập trung vào việc giáo dục vô thần trong trường học. Chiến thuật này đã có hiệu quả, chủ yếu là do chính sách tỷ lệ sinh cao sau chiến tranh. Trong các dịp lễ như Ramadan hay Mùa Chay, nhiều loại thực phẩm bị cấm (các sản phẩm bơ sữa, thịt...) được phân phát trong các trường học và nhà máy, những người từ chối ăn những thực phẩm này sẽ bị lên án. Bắt đầu từ ngày 6 tháng 2 năm 1967, Đảng Lao động Albania bắt đầu một cuộc tấn công mới chống lại tôn giáo. Hoxha, người đã tuyên bố thực hiện "Cách mạng Văn hóa và Tư tưởng" lấy cảm hứng một phần từ Cách mạng Văn hóa của Trung Quốc, đã khuyến khích các học sinh và công nhân cộng sản sử dụng các chiến thuật mạnh mẽ hơn để thúc đẩy chủ nghĩa vô thần, mặc dù bạo lực bước đầu đã bị lên án.
Theo Hoxha, sự gia tăng hoạt động chống tôn giáo bắt nguồn từ giới trẻ. Kết quả của "phong trào tự phát, vô cớ" là việc đóng cửa tất cả hai.169 nhà thờ Ki-tô giáo và Hồi giáo tại Albania. Thuyết vô thần quốc gia trở thành chính sách chính thức, và Albania tuyên bố là quốc gia vô thần đầu tiên trên thế giới. Chính phủ đã đổi các tên gọi đô thị dựa trên tôn giáo, cũng như các tên riêng. Trong giai đoạn này, các tên gọi dựa trên tôn giáo cũng bị coi là bất hợp pháp. Từ điển tên của nhân dân, xuất bản năm 1982, bao gồm 3.000 tên gọi thế tục được phê duyệt. Năm 1992, Đức ông Dias, Đại sứ Giáo hoàng Albania do Giáo hoàng Gioan Phaolô II bổ nhiệm, đã cho biết trong số 300 linh mục Công giáo hiện diện ở Albania trước khi cộng sản lên nắm quyền, chỉ còn 30 người sống sót. Tất cả các nghi lễ và giáo sĩ tôn giáo bị đặt ra ngoài vòng pháp luật và những nhân vật tôn giáo từ chối từ bỏ vị trí của họ đã bị bắt giữ hoặc bị buộc phải trốn tránh.

### Nuôi dưỡng dân tộc chủ nghĩa
Enver Hoxha đã tuyên bố trong chiến dịch chống tôn giáo rằng "tôn giáo duy nhất của người Albania là chủ nghĩa Albania," một trích dẫn từ bài thơ O moj Shqypni ("O Albania") của nhà văn Albania thế kỉ 19 Pashko Vasa. Các nỗ lực tập trung vào vấn đề kết nối người Illyria-Albania và chứng minh lịch sử Hy Lạp cổ đại là của người Albania.
Nguồn gốc Illyria của người Albania (không phủ nhận nguồn gốc Pelasgia) tiếp tục đóng vai trò đáng kể trong chủ nghĩa dân tộc Albania, kết quả là một sự hồi sinh những cái tên được cho là có nguồn gốc "Illyria", song chúng lại liên quan đến Kitô giáo. Đầu tiên, các nhà văn dân tộc chủ nghĩa Albania đã chọn người Pelasgia làm tổ tiên của người Albania, song dưới thời Enver Hoxha, người Pelasgia chỉ là một yếu tố thứ cấp cho học thuyết Illyria về nguồn gốc của người Albania, nó cũng được một số ủng hộ từ các học giả.
Thuyết nguồn gốc Illyria nhanh chóng trở thành một trong các trụ cột của chủ nghĩa dân tộc Albania, đặc biệt là bởi vì nó có thể cung cấp một số bằng chứng về sự hiện diện liên tục của người Albania cả tại Kosovo và ở miền nam Albania, tức là các khu vực xung đột sắc tộc giữa người Albania, người Serb và người Hy Lạp. Dưới thời chính quyền Enver Hoxha, một chủ nghĩa nhân chủng học bản địa đã được thúc đẩy và các nhà nhân chủng học đã cố gắng để chứng minh rằng người Albania khác biệt so với bất kỳ dân tộc Ấn-Âu nào khác, một thuyết mà nay đã bị bác bỏ. Những nhà khảo cổ học Albania thời cộng sản đã tuyên bố rằng các thành bang, vị thần, tư tưởng, văn hóa và các nhân vật nổi bật của Hy Lạp cổ đại hoàn toàn là người Illyria (ví dụ như Pyrros của Ipiros và vùng Epirus).
Họ tuyên bố rằng người Illyria là dân tộc cổ xưa nhất tại Balkan và đã mở rộng đáng kể thời kỳ của tiếng Illyria. Điều này vẫn tiếp tục tại Albania thời hậu cộng sản và truyền bá sang Kosovo. Các thuyết dân tộc chủ nghĩa này vẫn còn lại hầu như nguyên vẹn cho đến ngày nay.

## Những năm cuối cùng
Đại hội lần thứ 7 của Đảng Lao động Albania diễn ra từ ngày 1-7 tháng 11 năm 1976 đã quyết định một Hiến pháp mới. Theo Hoxha, "Hiến pháp cũ là Hiến pháp của việc xây dựng nền móng cho chủ nghĩa xã hội, trong khi Hiến pháp mới sẽ là Hiến pháp của việc xây dựng hoàn chỉnh một xã hội xã hội chủ nghĩa." Tự lực nay được nhấn mạnh hơn bao giờ hết. Các công dân được khuyến khích rèn luyện sử dụng các loại vũ khí, và hoạt động này cũng được giảng dạy trong trường học. Điều này là nhằm hình thành nên các du kích một cách nhanh chóng. Vay và đầu tư nước ngoài bị cấm theo Điều 26 trong Hiến pháp.
Không có quốc gia nào, dù lớn hay nhỏ, có thể xây dựng chủ nghĩa xã hội bằng cách lấy các khoản tín dụng và viện trợ của giai cấp tư sản và bè lũ xét lại hoặc bằng cách tích hợp nền kinh tế của mình vào hệ thống thế giới của các nền kinh tế tư bản chủ nghĩa. Bất kỳ liên hệ nào như vậy trong nền kinh tế của một quốc gia xã hội chủ nghĩa với một nền kinh tế của các quốc gia tư bản chủ nghĩa hay xét lại đều mở cửa cho ảnh hưởng từ các quy luật kinh tế của chủ nghĩa tư bản và sự thoái hóa của trật tự xã hội chủ nghĩa. Đây là con đường của sự phản bội và sự phục hồi chủ nghĩa tư bản, thứ mà bè lũ xét lại đã theo đuổi và đang theo đuổi.— Enver Hoxha

Albania đã rất nghèo nàn và lạc hậu theo các tiêu chuẩn châu Âu và nước này có mức sống thấp nhất tại châu lục. Do kết quả của một nền kinh tế tự cung tự cấp, Albania có nợ nước ngoài ở mức tối thiểu. Năm 1983, Albania nhập khẩu lượng hàng hóa trị giá 280 triệu Đô la Mỹ song xuất khẩu lượng hàng hóa trị giá 290 triệu Đô la Mỹ, thăng dư thương mại 10 triệu Đô la Mỹ.
Năm 1981, Hoxha đã ra lệnh xử tử một số quan chức trong đảng và chính phủ trong một cuộc thanh trừng mới. Thủ tướng Mehmet Shehu được tường thuật là đã tự sát vào tháng 12 năm 1981 và sau đó bị lên án như là một "kẻ phản bội" đối với Albania và ông ta cũng bị cáo buộc phục vụ cho nhiều cơ quan tình báo. Dư luận phổ biến tin rằng ông ta đã bị giết chết hoặc tự bắn vào mình trong một cuộc đấu tranh quyền lực hoặc do khác biệt trong chính sách đối ngoại với Hoxha. Hoxha cũng viết một lượng lớn các cuốn sách trong giai đoạn này, kết quả là 65 tập tác phẩm sưu tầm, cô đặc lại thành sáu tuyển tập.
Sau đó, Hoxha bán nghỉ hưu do sức khỏe yếu, ông đã từng bị một cơn đau tim vào năm 1973 và từ đó ông đã không bao giờ hoàn toàn hồi phục. Ông trao lại hầu hết trách nhiệm của mình cho Ramiz Alia. Trong những ngày cuối cùng của mình, ông phải sử dụng xe lăn và đau đớn vì bệnh tiểu đường, căn bệnh mà ông đã phải chịu đựng kể từ năm 1948, và bệnh thiếu máu não, căn bệnh ông phải chịu đựng từ năm 1983.
Hoxha qua đời vào ngày 11 tháng 4 năm 1985, để lại cho Albania một di sản cô lập và nỗi sợ hãi với thế giới bên ngoài. Mặc dù có một số tiến bộ về kinh tế dưới thời Hoxha, Albania trong tình trạng đình đốn kinh tế; đây là đất nước nghèo nhất châu Âu trong phần lớn thời gian Chiến tranh Lạnh. Sau khi Albania chuyển đổi sang thể chế dân chủ vào năm 1992, các di sản của Hoxha đã giảm bớt, và nay còn tồn tại rất ít ở Albania, ngoại trừ sự nghèo khổ. Albania với một GDP là 8000 USD mỗi đầu người là nước nghèo thứ 4 ở châu Âu trên Ukraina, Kosovo và Moldavia.

## Gia đình
Họ Hoxha là biến thể Albania của Hodja, một tước hiệu được ban cho tổ tiên ông vì những nỗ lực của họ trong việc giảng dạy Hồi giáo cho người Albania.
Cha mẹ của Enver Hoxha là Halil và Gjylihan (Gjylo) Hoxha, và bản thân ông có ba chị em gái tên là Fahrije, Haxhire và Sanije. Hysen Hoxha là người bác/chú của Enver Hoxha và là một chiến sĩ đã vận động mạnh mẽ cho nền độc lập của Albania, sự kiện xảy ra khi Enver mới được bốn tuổi. Ông nội Beqir của ông từng tham gia vào nhóm Gjirokastër của Liên minh Prizren.
Con trai của Enver Hoxha là Sokol Hoxha, người là giám đốc điều hành của Bưu điện và Viễn thông Albania, ông ta kết hôn với Liliana Hoxha. Người con gái của Hoxha mang tên Pranvera, bà là một kiến trúc sư. Cùng với chồng là Klement Kolaneci, bà đã thiết kế Bảo tàng Enver Hoxha trước đây ở Tirana, một công trình hình kim tự tháp lát màu trắng. Bảo tàng mở cửa vào năm 1988, ba năm sau cái chết của cha bà. Công trình nay là tòa nhà của Trung tâm Văn hóa Quốc tế.

## Nỗ lực ám sát
Banda Mustafaj là một nhóm gồm 4 người Albania lưu vong do Xhevdet Mustafa lãnh đạo, họ muốn ám sát Enver Hoxha vào năm 1982. Kế hoạch thất bại và hai thành viên trong nhóm bị giết còn một bị bắt giữ. Đây được xem là nỗ lực thực sự duy nhất nhằm sát hại Hoxha.

## Tác phẩm
- Speeches (1961–1962). The '8 Nëntori' Publishing House, Tirana 1977.
- Speeches and articles (1963–1964). The '8 Nëntori' Publishing House, Tirana 1977.
- Speeches, conversations and articles (1965–1966). The '8 Nëntori' Publishing House, Tirana 1977.
- Speeches, conversations and articles (1967–1968). The '8 Nëntori' Publishing House, Tirana 1978.
- Speeches, conversations and articles (1969–1970). The '8 Nëntori' Publishing House, Tirana 1980.
- Selected works. 6 Volumes, The '8 Nëntori' Publishing House, Tirana 1974–1987.
- Reflections on China. 2 Volumes, The '8 Nëntori' Publishing House, Tirana 1979.
- Two Friendly Peoples. The '8 Nëntori' Publishing House, Tirana 1985.
- The Superpowers. The '8 Nëntori' Publishing House, Tirana 1986.